# Oryctanthus
Oryctanthus es un género de arbustos pertenecientes a la familia Loranthaceae. Es originario de América.

## Taxonomía
El género fue descrito por (Griseb.) Eichler  y publicado en Flora Brasiliensis 5(2): 22, 87 en el año 1868.

## Especies aceptadas
A continuación se brinda un listado de las especies del género Oryctanthus aceptadas hasta noviembre de 2014, ordenadas alfabéticamente. Para cada una se indica el nombre binomial seguido del autor, abreviado según las convenciones y usos.	
| - Oryctanthus alveolatus (Kunth) Kuijt - Oryctanthus amazonicus Ule Verh. - Oryctanthus amplexicaulis (Kunth) Eichler - Oryctanthus archeri A.C.Sm. - Oryctanthus asplundii Kuijt - Oryctanthus botryostachys Eichler - Oryctanthus chlamydatus Rizzini - Oryctanthus chloranthus (Miq.) Eichler - Oryctanthus cordifolius (C.Presl) Urb. - Oryctanthus costulatus Rizzini - Oryctanthus florulentus (Rich.) Tiegh. - Oryctanthus glaberrimus (Oliv.) Eichler - Oryctanthus grahamii (Benth.) Engl. - Oryctanthus grandis Kuijt - Oryctanthus granulosus Rizzini - Oryctanthus granulosus Huber - Oryctanthus guatemalensis (Standl.) Standl. & Steyerm. - Oryctanthus laceratus Kuijt - Oryctanthus ligustrinus (C. Presl) Urb. - Oryctanthus lucarquensis (Kunth) A.C. Sm. - Oryctanthus neurophyllus Kuijt - Oryctanthus occidentalis (L.) Eichler - Oryctanthus oerstedii (Oliv.) Engl. - Oryctanthus ovalifolius (Ruiz & Pav.) J.F.Macbr. - Oryctanthus phanerolomus (Standl.) Kuijt - Oryctanthus phthirusoides Rizzini - Oryctanthus ruficaulis (Poepp. & Endl.) Eichler - Oryctanthus scabridus Eichler - Oryctanthus spicatus (Jacq.) Eichler - Oryctanthus tehuacacensis (Oliv.) Engl. |